# Palácio do Correio-Mor (Loures)

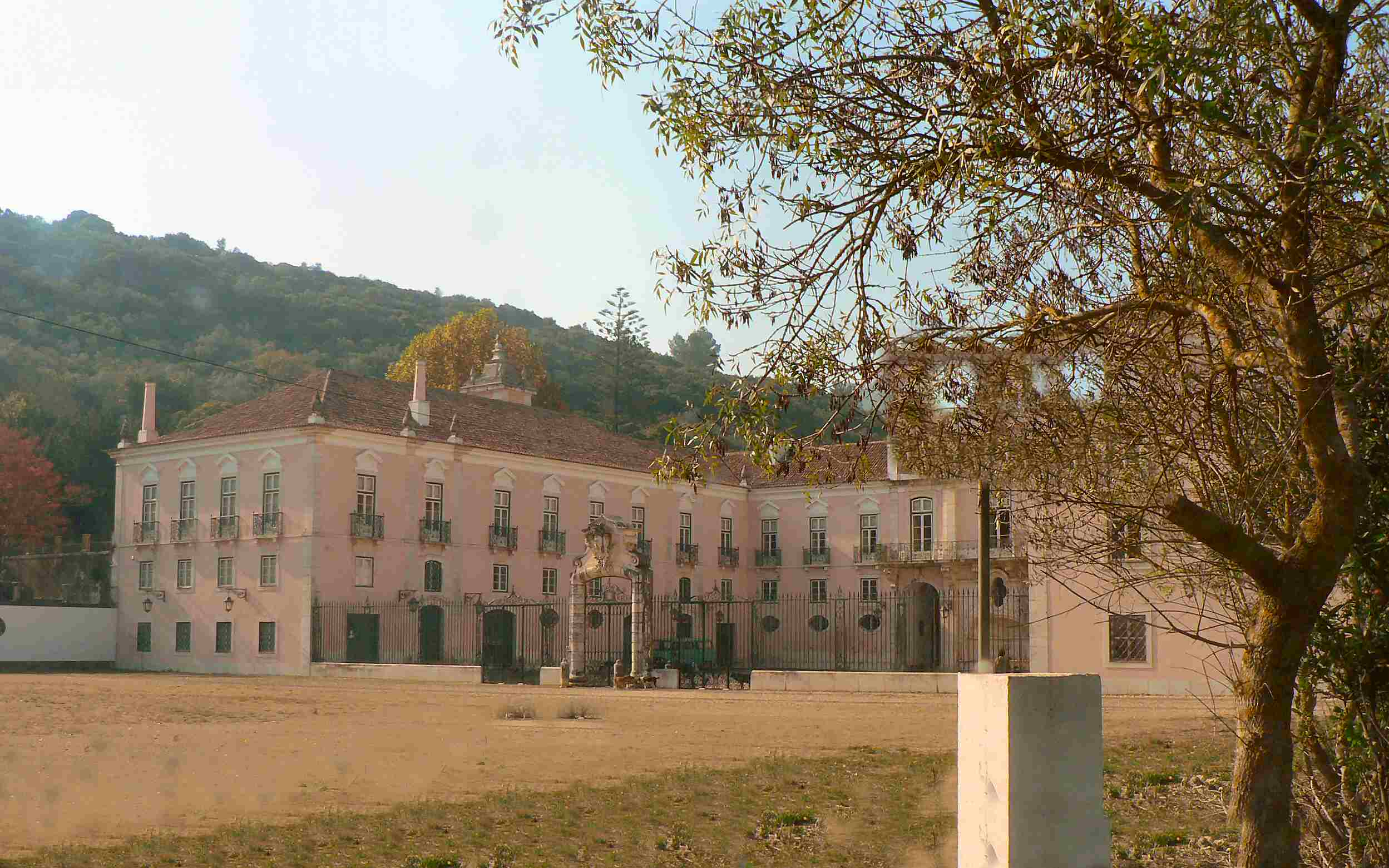
Palácio do Correio-Mor

O Palácio do Correio-Mor situa-se no termo rural da freguesia portuguesa de Loures (no concelho do mesmo nome) e é uma das mais notáveis quintas dos arredores de Lisboa pela sua opulenta decoração em estuques, azulejos e pinturas.
O palácio remonta ao tempo de D. João IV (1640-1656) e sofreu diversas modificações.
Segundo a Grande Enciclopédia Portuguesa e Brasileira, denominava-se outrora Mata das Flores e foi solar dos Matas, ditos Matas do Correio-Mor, depois de D. Filipe II de Portugal ter conferido o ofício de Correio-Mor do reino a Luís Gomes da Mata em 1606. Descendente de cristãos-novos, chamava-se originalmente Luís Gomes de Elvas Coronel, mas o mesmo monarca concedeu-lhe, em 1600, o uso do sobrenome da Mata, com direito a carta de brasão, e tomando por solar esta propriedade. Ao último correio-mor foi concedido o título de Conde de Penafiel, sendo o segundo Conde jure uxoris, elevado a Marquês.
A estes titulares pertenceu a Quinta até 1875, ano em que foi comprada por Quirino Luís António Lousa, que a deixou a sua filha, Filipa Maria Lousa Canha, cujo marido, José Baptista Canha, introduziu no palácio notáveis melhoramentos decorativos, bem como nos seus jardins. Tiveram uma única filha, Maria da Assunção Lousa Canha, que aí passava os verões. Faleceu solteira, em 26 de Dezembro de 1961, sem descendentes directos, tendo deixado testamento público por legados, a ser exercido por dois testamenteiros, seus primos, com um prazo de quatro anos para concretizarem a venda do palácio, com cerca de 20 hectares de terreno, o que se verificou.
Acabou por ser vendido ao Grupo Miguel Quina (Banco Borges & Irmão, família dos Condes da Covilhã) que o renovou completamente, a decoração tendo sido completada pela Condessa da Covilhã, Maria Emília Calheiros. Pelo Decreto n.º 47508, de 24 de janeiro de 1967, do Ministro da Educação Nacional Inocêncio Galvão Teles, o palácio foi classificado como Imóvel de Interesse Público, juntamente com vários outros edifícios do país. Em 1973, foi o palco duma recepção retransmitida pela RTP, onde o Duque de Edimburgo, na altura Presidente da Federação Equestre Internacional, foi recebido por Miguel Gentil Quina; houve uma exibição de tauromaquia e arte equestre Portuguesa na qual também participou o jovem João Moura (que tinha na altura 13 anos) assim como Miguel Calheiros Quina, filho do empresário Miguel Quina.
Depois da revolução de 25 de Abril de 1974, a quinta foi confiscada ao Grupo Miguel Quina/Banco Borges & Irmão para passar a ser gerida pelo Estado; durante quase 20 anos, a quinta esteve abandonada, o Estado não tendo continuado a renovação que iniciaram Miguel G.Quina e a familia da Condessa da Covilhã.
Foi palco das gravações da série de televisão O Processo dos Távoras, de 2001, surgindo como o Palácio do Duque de Aveiro e na série Equador como sendo o Palácio do Governador.